# Zale undularis
Zale undularis är en fjärilsart som beskrevs av Druce. Zale undularis ingår i släktet Zale och familjen nattflyn. Inga underarter finns listade i Catalogue of Life.

## Bildgalleri

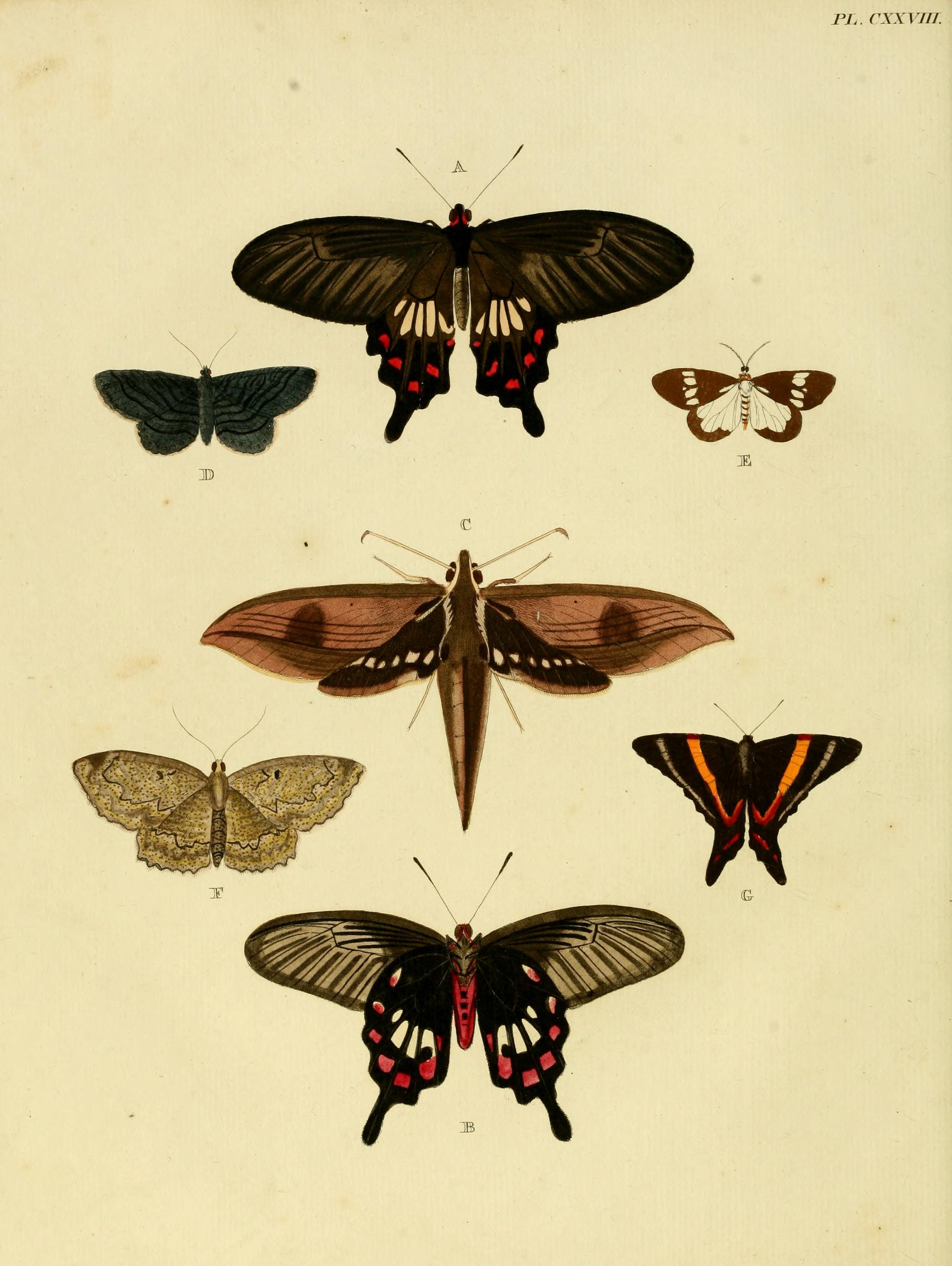
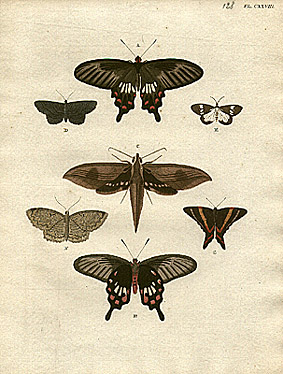